# Echium boissieri
Echium boissieri là loài thực vật có hoa trong họ Mồ hôi. Loài này được Steud. mô tả khoa học đầu tiên năm 1840.